# Autorail Decauville État
Les autorails Decauville État sont des autorails construits par Decauville et livrés à l’État en 1937 sous l'immatriculation ZZy 25101 et 25102, puis ZZ DC 1101 à 1102. 

## Description
Construits par les Établissements Decauville, ces autorails sont équipés de deux moteurs Diesel Saurer de 150 ch chacun. Ils possèdent une cabine de conduite à chaque extrémité. 

## Services effectués
Ils ont été mis en service sur les lignes d’Épone et de Dreux au départ de Versailles, puis ont été affectés en 1938 au dépôt de Besançon. 
Ils ont été cédés en 1951 à la Société métallurgique de Normandie pour assurer le transport du personnel entre Colombelles et la mine de Soumont.